# Nicholas Mang Thang
Nicholas Mang Thang (ur. 18 maja 1943 w Mindat) – mjanmański (birmański) duchowny katolicki, arcybiskup Mandalaj w latach 2014–2019.

## Życiorys
Święcenia kapłańskie otrzymał 28 marca 1973.

## Episkopat
21 czerwca 1988 papież Jan Paweł II mianował go biskupem pomocniczym Mandalaj. Sakry biskupiej udzielił mu 15 stycznia 1989 ówczesny arcybiskup Mandalaj – Alphonse U Than Aung. W dniu 21 listopada 1992 roku został mianowany biskupem Hakha. 30 listopada 2011 roku został mianowany arcybiskupem koadiutorem Mandalaj i administratorem apostolskim Hakha. 3 kwietnia 2014 roku został mianowany arcybiskupem Mandalaj.